# República Lemko-Rusyn
La República Popular Rutena dels Lemkos (Lemko: Ruska Narodna Respublika Lemkiv), de vegades coneguda com a República Lemko o República Lemko-Rusyn, es va fundar el 5 de desembre de 1918, durant el període posterior a la Primera Guerra Mundial i la dissolució de l'Imperi Austrohongarès. Estava centrada a Florynka, una localitat en el sud-est de l'actual Polònia en la frontera amb Eslovàquia. Sent rusófila, la seva intenció era la unificació amb una Rússia democràtica i s'oposava a la unió amb la República Popular d'Ucraïna Occidental. La unió amb Rússia va resultar impossible, així que la república va tractar llavors d'unir-se a la Rutènia subcarpàtica com a província autònoma de Txecoslovàquia. El llavors governador de la Rutenia subcarpàtica, Gregory Žatkovich, es va oposar, no obstant això, a aquesta pretensió.
La república la liderava Jaroslav Kacmarcyk, que ostentava el càrrec de president del Consell Central Nacional. Liquidada pel Govern polonès al març de 1920, la seva eliminació formal es va deure al Tractat de Saint-Germain-en-Laye, que va atorgar a Polònia la Galítsia a l'oest del riu San, i a la Pau de Riga de 1920.
Aquest Estat no ha de confondre's amb una altra efímera república, la República Komancza de la Lemkivshina Oriental. Aquest últim era un Estat, pro-Ucraïna, més petit que va existir entre novembre de 1918 i el 23 de gener de 1919.